# Кленовий сквер (Кременчук)
Кленовий сквер — сквер у Кременчуці. 

## Розташування
Сквер обмежений на півночі та сході вулицею Козацькою, на півдні розташовані одно- та двоповерхові будівлі з присадибними ділянками, що відносяться до Гомельського провулку. За декілька десятків метрів на захід проходить проспект Лесі Українки.

## Історія
Сквер було відкрито 18 квітня 2007 року на 278 кварталі, що на зупинці Козацькій. На його території на 2007 рік було висаджено 98 дерев, серед яких є каштани, горобина, але здебільшого клени, які і дали назву скверу. 
2008 року у сквері посадили ще 25 нових кленів.
Планується, що у "Кленовому" скоро з’являться асфальтовані доріжки та лавочки. 